# Mikael Johansson (ishockeyspelare född 1963)
Mikael Tage Johansson, född 4 maj 1963 i Karlstad, Sverige, är en svensk företagsledare samt före detta  professionell ishockeyspelare. Johansson är sedan mars 2017 VD för Örebro HK.

## Biografi
Johansson spelade under hela sin aktiva karriär som ishockeyspelare i Örebro IK, under hans sista säsonger var han även lagkapten. Efter att Johansson avslutade sin karriär som ishockeyspelare, kom han bland annat verka som företagsledare bland annat för VD för tidigare Gunnebo Fastening. I samband med att Gunnebo Industrier i januari 2017 sålde dotterbolaget Gunnebo fastening, kom Johansson att lämna Gunnebo för att den 11 mars 2017 presenteras som ny VD för Örebro HK.

## Klubbar
- Örebro IK (1983/1984–1990/1991)